# Cytherois zostericola
Cytherois zostericola är en kräftdjursart som beskrevs av Joseph Augustine Cushman 1906. Cytherois zostericola ingår i släktet Cytherois och familjen Paradoxostomatidae. Inga underarter finns listade i Catalogue of Life.